# Холмогоров Єгор Станіславович
Єгор Станіславович Холмогоров (рос. Холмогоров Егор Станиславович, 15 квітня 1975, Москва, РРФСР, СРСР) — російський письменник, публіцист, оглядач, консервативний російський націоналіст. Співголова Російського Консервативного пресклубу. Учасник та політичний ідеолог проєкту «Новоросія» та російського національного руху на території Криму.
Його праці та виступи сповнені українофобією. У серпні 2015 року його включено до переліку осіб, які створюють загрозу нацбезпеці України.

## Біографія
Народився 15 квітня 1975 року в Москві. Після закінчення гуманітарного класу московської загальноосвітньої школи навчався на історичному факультеті Московского державного університету (1992–1993) рр. і в Російському православному університеті. Викладав історію в московських школах. З 1994 року займається журналістикою: автор більш як 200 публікацій, присвячених аналізу політичної та релігійної ситуації в Росії, філософії та ідеології консерватизму, історії Росії та Російській православній церкві.
У 1998 році разом із Константином Криловим створив сайт Doctrina.Ru, який був одним із перших націоналістичних проєктів Рунету. Із 2000 року один із провідних авторів газети «Спецназ Росії», і також співробітник інформаційно-аналітичної служби Асоціації ветеранів підрозділу антитерору «Альфа».
Регулярно бере участь в офіційних заходах Московської Патріархії. Із вересня 2004 року й дотепер — політичний оглядач радіостанції «Маяк». Колумніст інтернет-видань АПН.Ру, Права. Ру, публікується в газеті «Вісті», часописах «Головна тема», «Апологія», «Імперіальне відродження» тощо.
У 2005 році балотувався в Московську міську думу від партії «Вільна Росія». Партія набрала 2,2 % голосів і не подолала десятипроцентний бар'єр. 4 листопада 2005 року брав активну участь у проведенні «Російського маршу»: очолив колону Євразійської спілки молоді. 4 листопада 2005 брав участь в демонстрації нацистів-скінхедів, Руху проти нелегальної імміграції (ДПНІ), євразійців, «Слов'янського Союзу». Називає себе російським націоналістом. Захоплено відзивається про російські збройні сили, прихильних до нарощування ядерного потенціалу Росії. Холмогоров також виступає за превентивну ядерну війну проти США.
З кінця 2006 року — президент російської Академії національної політики, організатор «Вищої школи політики» при РДГУ. З травня 2007 року провідний автор сайту «Російський проєкт» партії «Єдина Росія», з жовтня 2007 року по літо 2010 року — головний редактор сайту. З 19 липня 2007 року — модератор створеного в рамках «Російського проєкту» «Російського клубу». У лютому 2008 року оголосив про припинення діяльності «Російського проєкту» в його старому форматі. З квітня 2008 року — головний редактор інтернет-порталу «Нові хроніки».
У березні 2012 на організаційній конференції Національно-демократичної партії Росії обраний членом оргкомітету цієї партії і призначений уповноваженим перед Міністерством юстиції Росії особою по формуванню партії. 16 вересня 2012 склав з себе повноваження і вийшов з партії. З 2012 до 2013 року спільно з Анатолієм Вассерманом був співведучим передачі на НТВ «Реакція Вассермана».
З січня 2016 року — член комітету 25 січня.
З 2017 року — оглядач «Царгород ТВ», на якому веде щоденний ПолітОгляд "Холмогоров. Підсумки «і щотижневу програму» Кіно з Холмогоровим ".

### Холмогромов та Україна
Підтримує так звану «ДНР» та російську військову присутність на Донбасі. Учасник та ідеолог проєкту «Новоросія» та російського національного руху на території Криму.
У серпні 2015 року визнаний Міністерством культури України як особа, дії якої створюють загрозу національній безпеці України..

#### Висловлення про Україну
|                                                               | Єдиний спосіб умиротворення аґресивного «українця» — це приниження. Тобто наочне й предметне руйнування його високої думки про себе, створеної українським міфом. <...> приниження всього, що пов'язане з «унутрішнім українцем» є єдиним способом його упокорення й приходження його до тями... Хохол має відчувати безнастанний стрес, від того, що він записався в «українці», і тоді він скаже «та ну його — буду краще росіянином. У цьому розумінні зараз усе було зроблене ідеально. Відбирання, назагал, непотрібної українцям території, але відбирання дуже болісне. Злість від споглядання того, що в москалів гранична радість і почуття перемоги (москаль-бо мусить бути принижений). Повний крах міфу про єуропейську державу й власну силу.Оригінальний текст (рос.) Единственный способ умиротворения агрессивного «украинца» — это унижение. То есть наглядное и предметное разрушение его высокого самомнения о себе, созданного украинским мифом... _унижение_ всего, что связано с «внутренним украинцем» является единственным способом его усмирения и достижения им вменяемости... Хохол должен испытывать непрерывный стресс, от того, что он вписался в «украинцы», и тогда он скажет «та ну его — буду лучше русским». В таком смысле сейчас все было сделано идеально. Отбор, в общем-то, ненужной украинцам территории, но отбор очень болезненный. Злость от созерцания того, что у москалей запредельная радость и чувство победы (москаль ведь должен быть унижен). Полный крах мифа о еуропейской державе и собственной силе. |
| — Єгор Холмогромов, запис у Facebook від 21 березня 2014 року | |

## Санкції
У серпні 2015 року СБУ внесла Холмогорова до списку діячів культури, дії яких створюють загрозу національній безпеці України.
15 січня 2023 року, через вторгнення Росії в Україну, внесений до списку санкцій України, за підтримку нападу на Україну і, як "ідеолог російського нацизму, іредентизму" передбачається блокування активів на території країни, призупинення виконання економічних і фінансових зобов'язань, припинення культурних обмінів і співпраці, позбавлення українських держнагород.

## Переклади українською
- Єгор Холмогоров. Права Ідея. Вперше опубліковано в оригіналі 10 жовтня 2005 (український переклад)[10][11]